# Anisogammarus tzvetkovae
Anisogammarus tzvetkovae is een vlokreeftensoort uit de familie van de Anisogammaridae. De wetenschappelijke naam van de soort is voor het eerst geldig gepubliceerd in 2001 door Bousfield.